# Neolygrus bicinctus
Neolygrus bicinctus là một loài bọ cánh cứng trong họ Cerambycidae.